# Капустина, Татьяна Михайловна
Татьяна Михайловна Капустина (14 сентября 1925 года, с. Крутое Козловский уезд Тамбовской губернии — 1 марта 2008 года, Барнаул) — врач-педиатр и неонатолог, Герой Социалистического Труда (1969).

## Биография
В 1949 году окончила педиатрический факультет Воронежского государственного медицинского института.
С 1949 года работала врачом-педиатром Завьяловской районной больницы Алтайского края.
Член КПСС с 1952 года. Член райкома КПСС. Неоднократно была депутатом районного Совета.
С 1972 по 1988 годы — врач-неонатолог Барнаульского роддома № 2.
Умерла 1 марта 2008 года в Барнауле.

## Награды
- Герой Социалистического Труда (4 февраля 1969).
- Орден Ленина (4 февраля 1969)[4].
- Орден Ленина (1960)[1].
- Заслуженный врач РСФСР (1965)[3].
- Медаль «За освоение целинных земель»[3].
- Значок «Отличнику здравоохранения»[2].

### Дополнительные
- История роддома № 2. Роды 22. Служба родовспоможения города Барнаула. Дата обращения: 10 марта 2017.